# SpaceInvasion
SpaceInvasion er et gratis onlinespil der går ud på at opbygge et rumimperium og bekrige andre rumimperier. Spillet er lavet af Bigpoint, der også er kendt for at have lavet spil som f.eks. Damoria, DarkOrbit, Seafight og andre onlinespil.

## Ressourcer
I spillet er der fire materialer som man bruger til forskellige ting:

- Råjern, som man får fra råjernsminen. Det bruges mest til opgradering af minerne og højovnen.
- Metal, som man får fra højovnen. Der bruges råjern til produktionen af metal. Det bruges primært til opbygning af flåden og forsvar. Metal bruges også de fleste højteknologiske bygninger og til forskning.
- Kryptonit, som man får fra kryptonitminen. Det bruges i næsten alt.
- Krydderi, som primært bruges som brændstof til flåden. Det bruges dog også i højteknologiske bygninger og til forskning, plus som brændstof til solvarmekraftværk hvis man bygger dem.
- Energi, som minerne bruger. Energi er noget som ens kraftværker producerer, det er dog ikke noget man kan transportere, og mængden ændres kun når man opgraderer sine kraftværker, hvor den stiger, eller når man opgraderer sine miner, hvor den falder. Hvis man har et underskud producerer man materialerne langsommere.

## Eksterne links
- Officielle danske hjemmeside
- Officielle danske forum
- SI-Master, en side med tips og brugbare værktøjer.
- Bigpoint's danske hjemmeside